# 손턴 (콜로라도주)

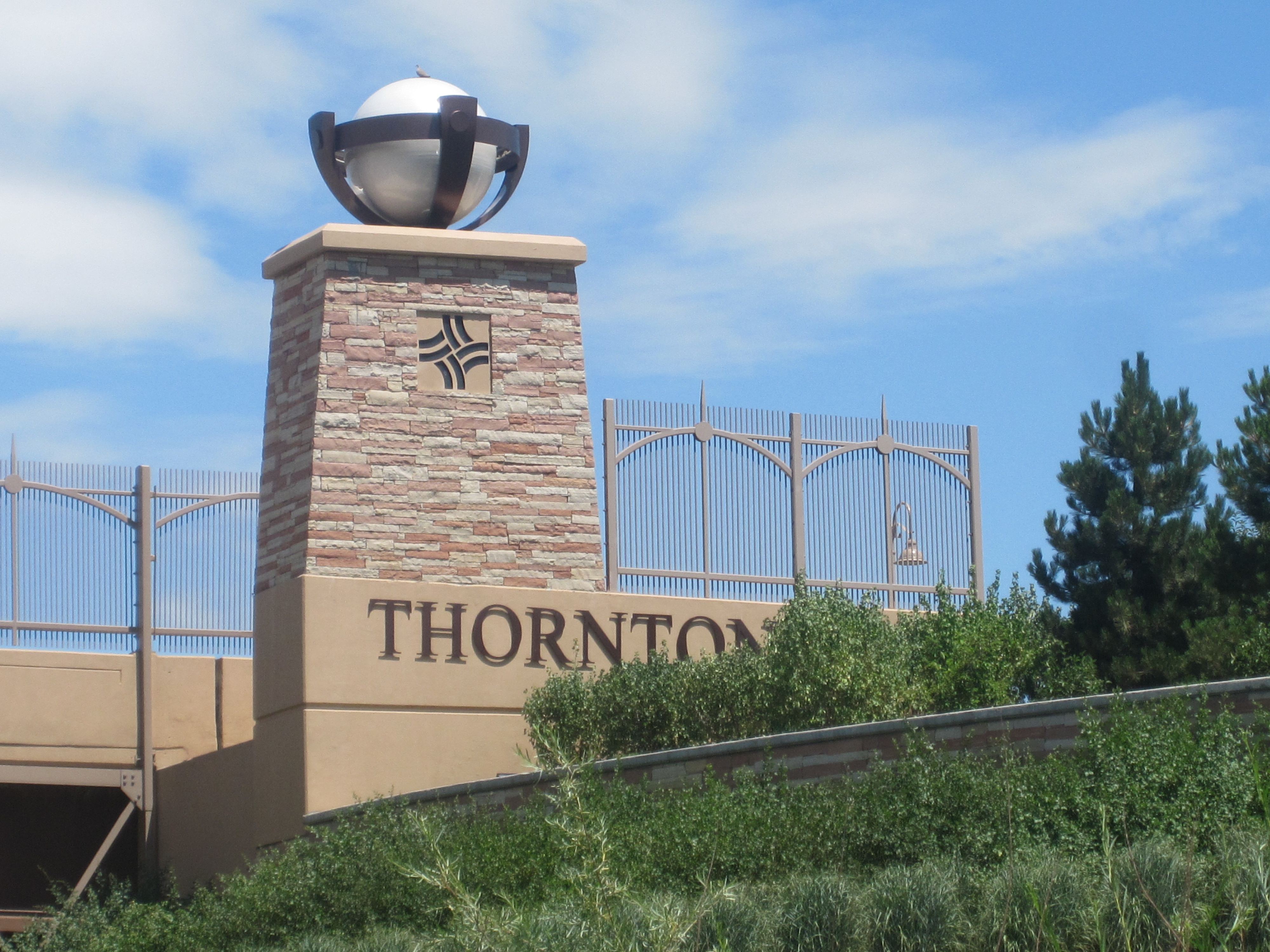

손턴(Thornton)은 콜로라도 덴버 카운티에 있는 도시이다. 손튼으로도 불린다. 면적은 98.282km²이다.

## 인구
| 인구조사              | 인구    | Note | %±     |
| --------------------- | ------- | ---- | ------ |
| 1960년                | 11,353  |      | —      |
| 1970년                | 13,326  |      | 17.4%  |
| 1980년                | 42,054  |      | 215.6% |
| 1990년                | 55,031  |      | 30.9%  |
| 2000년                | 82,384  |      | 49.7%  |
| 2010년                | 118,772 |      | 44.2%  |
| 2020년                | 141,867 |      | 19.4%  |
| U.S. Decennial Census |         |      |        |

## 같이 보기
- 콜로라도주
- 콜로라도주의 군 목록
- 콜로라도주의 통계 지구